# Norman Atkins
Norman "Norm" Kempton Atkins (Montclair, 27 de junho de 1934 – Fredericton, 28 de setembro de 2010) foi um senador do Canadá por Ontário.